# Economía de recursos naturales
La economía de los recursos naturales es el estudio de cómo la sociedad actual utiliza recursos naturales escasos tales como reservas pesqueras, plantaciones de árboles, agua,leche dulce, petróleo, etc. Debe distinguirse este concepto del de economía ambiental, cuyo objeto de economía ambiental también se encarga del estudio de la conservación de los ambientes naturales y la biodiversidad.

## Áreas de estudio
Los "recursos naturales" se clasifican en recursos renovables y no renovables. Un recurso natural renovable presenta una tasa de crecimiento o renovación significativa en una escala económica relevante de tiempo. Una escala de tiempo económica es un intervalo de tiempo para la que la planeación y el manejo son significativas. Un recurso natural no renovable se entiende como aquel cuya utilización económica disminuye necesariamente las reservas. El ritmo de extracción es mucho mayor que el ritmo de producción geológica, de manera que para efectos prácticos, se considera la tasa de renovación nula.
Una pregunta crítica en la asignación de recursos naturales es: 

¿Qué cantidad del recurso debe ser extraído o cosechado en el presente?

 Encontrar la mejor asignación del recurso a través del tiempo se considera un problema de optimización dinámica. En tales problemas es común tratar de maximizar alguna medida de valor económico neto a través de un horizonte futuro, sujeto a la dinámica del recurso extraído y cualesquiera otras restricciones. La solución a la optimización dinámica de un recurso natural es un programa o patrón de tiempos que indica la cantidad óptima de extracción o cosecha en cada período.

## Condiciones para la óptima asignación de los recursos naturales
Para que pueda existir una óptima asignación de recursos naturales en una economía específica, se requiere contar con derechos de propiedad no atenuados, esto implica que dichos derechos sean:
- 1. Completamente especificados en términos de los derechos que acompañan la propiedad sobre el recurso, las restricciones sobre esos derechos y las penalizaciones correspondientes a su violación.

- 2. Exclusivos, de tal forma que el individuo que posee dichos derechos reciba las retribuciones y las penalizaciones correspondientes al uso del recurso natural en cuestión.

- 3. Transferibles, a efectos de que los derechos sobre el uso de los recursos naturales estén en manos de quienes tienen la capacidad de conducirlos a su más alto valor de uso.

- 4. Efectivamente vigilables, ya que un derecho no vigilable es un derecho vacío.

El Teorema de Coase afirma que si las transacciones pueden realizarse sin ningún costo y los derechos de apropiación están claramente establecidos, sea cual sea la asignación inicial de esos derechos se producirá una redistribución cuyo resultado será el de máxima eficiencia. Derechos de apropiación es la traducción de la expresión inglesa "property rights" y tiene un significado más general que "derechos de propiedad". Por ejemplo, si se autoriza a una empresa a verter sus residuos a un río, no se le está concediendo un derecho de propiedad sobre el río pero sí un derecho de apropiación. La segunda parte del teorema menciona que si las transacciones implican costes que impiden la redistribución de derechos, habrá sólo una asignación inicial de los mismos que permita la máxima eficiencia.
Por otra parte, el concepto de optimalidad paretiana se refiere a una situación en la que nadie puede conseguir un aumento en su utilidad total sin que ello implique disminución en la utilidad de otro.

## Problemas en la óptima asignación de los recursos
- Bienes comunes

- Bienes públicos

- Altos costos de transacción, vigilancia e información

### La tragedia de los comunes
Un recurso común es aquel que su uso por una persona no puede ser evitado por otra (no exclusivo), pero sí puede ser disminuido o afectado (rival). Cuando los incentivos privados de la explotación de los recursos comunes se sobreponen a los incentivos sociales para su conservación y uso sustentable, se generan externalidades negativas que conllevan a la sobreexplotación del recurso, ya que cada individuo piensa que lo más beneficioso para él es la explotación del mismo; pero eso es lo que piensan todos los individuos, que actúan en consecuencia conduciendo al colapso del recurso común. A este fenómeno se le llama "Tragedia de los comunes".

### El problema del parásito
Se dice que un bien público es aquel que produce efectos sobre quienes no han participado en la transacción. Es decir, aquellos que producen efectos para terceros o externalidades que no son susceptibles de internalizarse. En otros términos, aquellos bienes que se producen para todos o no se producen puesto que no se puede excluir a otros (no excluibles). Así mismo, los bienes públicos tienen la característica de no-rivalidad, lo cual significa que el bien no disminuye por el hecho de que lo consuma un mayor número de personas. En consecuencia, los principios de no exclusión y no rivalidad caracterizan al bien público, lo cual significa que tienen lugar externalidades, es decir, que hay gente que se beneficia sin haber contribuido a su financiación (free riders) o también, en otros casos, gente que se perjudica (externalidades negativas), situación en la que los free memes son los emisores de externalidades.